# Matusalén (autómata celular)

El Matusalén die hard vive por 130 generaciones antes que mueran todas las celdas "mueran".

En autómatas celulares, un Matusalén es una "semilla" o patrón inicial pequeño de celdas (o células) vivas que no se estabilizan sino después de un gran número de generaciones. Más específicamente, Martin Gardner los define como patrones de 10 o menos celdas vivas que se estabilizan en más de 50 generaciones: 246  aunque existen algunos patrones con más de diez celdas que han sido llamado Matusalenes. Los patrones deben estabilizarse eventualmente para poder ser considerados Matusalenes. El término viene del personaje bíblico Matusalén, quien vivió por 969 años.

## En el Juego de la Vida de John Conway

R_pentominó que se estabiliza en 1103 generaciones.

En el juego de la vida, uno de los Matusalenes más pequeños es el pentominó R un patrón de cinco celdas considerado por primera vez por el mismo Conway,: 219, 223  que después de 1103 generaciones se estabiliza con 116 celdas. La bellota, un patrón de siete celdas vivas desarrollado por Charles Corderman, se estabiliza en 5206 generaciones  y produce un patrón de 633 celdas que se conoce como su "roble". Otros ejemplos de Matusalenes se llaman "bunnies" y "rabbits".